# Broken Silence
Broken Silence ist ein Film des Schweizer Regisseurs Wolfgang Panzer aus dem Jahr 1995.

## Handlung
Nachdem der Kartäuser Fried Adelphi an die zwei Jahrzehnte in der Abgeschiedenheit eines Schweizer Klosters verbracht hat, beauftragt ihn sein Prior, die Besitzerin ihres Klosters ausfindig zu machen, um den nach 100 Jahren auslaufenden Erbpachtvertrag zu verlängern. Diese lebt als geheimnisumwitterte Vulkanologin völlig zurückgezogen irgendwo in den Bergen Indonesiens. Von seinem Schweigegelübde entbunden, tritt Fried seine Reise an und erlebt bereits im Flugzeug den zu erwartenden Kulturschock. Er verliert seine Geldbörse, die seine Sitznachbarin, die afroamerikanische Schlagzeugerin Ashaela aus New York, unbemerkt an sich nimmt. Aus Flugangst bricht Fried am Flughafen von Delhi die Reise ab, um sie per Schiff fortzusetzen, bekommt jedoch ohne Geld gleich Schwierigkeiten.
Ashaela lädt ihn ein, zahlt das Hotel und verspricht, den Kartäuser zu begleiten. So beginnt eine gemeinsame Reise durch Indien von Delhi über Bombay nach Kalkutta. Fried lernt gegen innere Widerstände, seine Kleidung dem Klima anzupassen, und Ashaela gesteht ihm am Ende die Herkunft der Reisekasse. Sie leidet an einer unheilbaren Krankheit und wird sterben. Mit ihrer Hilfe kann Fried jedoch seine Aufgabe erfüllen, bevor er das Mädchen am Palmenstrand nach ihrem Willen kremiert. Vor seiner Heimkehr reist er nach New York, um Ashaelas Freundin ihre Trommelstöcke zu bringen.
Anschließend sucht Fried eine Kirche auf, um zu beichten. Er gerät an Pfarrer Mulligan, der als künftiger Kirchenfürst mit Handy im Beichtstuhl sitzt, um für den Bischof und seine Beförderung erreichbar zu sein. Hier beginnt auch der Film: Der Kartäuser beichtet Stück um Stück, was ihm widerfahren ist und was er getan hat, der New Yorker Kirchen-Manager hört ihm zu, erst unwillig und ungeduldig, dann immer teilnehmender. Der Zuschauer erlebt Frieds Geschichte in den Rückblenden. Am Ende kündigt Mulligan an, sich mit seiner eigenen Lebensbeichte bei Fried zu revanchieren.

## Hintergrund
In dem Film wird Englisch in verschiedenen Varianten gesprochen: Schweizer Englisch von Fried, New Yorker Englisch von Ashaela, indisches Englisch, manchmal auch die indischen und indonesischen Landessprachen. Gedreht wurde der Film zunächst auf Hi8 Video und später auf 35-mm-Film überspielt. Broken Silence kam mit elf Kopien in die deutschen Kinos und brachte es innerhalb eines Jahres zu gut 160.000 Zuschauern und zu einer Videoausgabe. Auch 1998 auf dem Katholikentag in Mainz wurde er gezeigt. Die Jury des Bayerischen Filmpreises erfand eigens eine neue Preiskategorie, um Panzers englischsprachigen Film zu ehren.

## Kritik
„Es wäre ein Leichtes gewesen, sich über die Regeln des Ordensmannes, die dem modernen Europäer anachronistisch und mitunter auch wenig sozial vorkommen müssen, einfach lustig zu machen. Wolfgang Panzer glückt das Unerwartete: Fast hinterrücks beginnt dieser Mönch mitsamt seiner linkischen Unerträglichkeit, seinem tapferen Festhalten an seinen Geboten und Ritualen, mit seiner kindischen Frömmigkeit und seinem staunenden Erwachen in der Welt dem Zuschauer ans Herz zu wachsen. Frieds Irrfahrt wird zu einer Bildungsreise, wie man sie so im Kino noch nie gesehen hat. Broken Silence ist kein frommer und auch kein religiöser Film – er erzählt die Geschichte einer Sozialisation. Viel Zeit und weite Wege braucht der Mönch, um aus seiner Egozentrik herauszufinden. Daß er dabei mitunter eine lächerliche Figur abgibt, beginnt er zu ahnen; er nimmt es mit Würde hin.“

epd Film, 11/1996, zitiert nach: Cinematograph 6/1997

## Auszeichnungen
- 1995: Shanghai International Film Festival – Bester Film
- 1996: Geneva Cinéma Tout Ecran – Wolfgang Panzer
- 1997: Bayerischer Filmpreis – Wolfgang Panzer